# Râul Falcău, Suceava
Râul Falcău (în ucraineană Фальків, transliterat: Falkiv) este un curs de apă, afluent al râului Suceava. Râul izvorăște în Ucraina și după ce trece frontiera cu România se varsă în râul Suceava în dreptul localității Falcău

## Hărți
- Harta județului Suceava
- Ovidiu Gabor - Economic Mechanism in Water Management  Arhivat în 5 martie 2009, la Wayback Machine.